# Пјандизета
Пјандизета (итал. Piandisetta) је насеље у Италији у округу Болоња, региону Емилија-Ромања.
Према процени из 2011. у насељу је живело 332 становника. Насеље се налази на надморској висини од 269 м.